# Црни Врх (Књажевац)
Црни Врх је насеље у Србији у општини Књажевац у Зајечарском округу. Према попису из 2022. било је 58 становника (према попису из 1991. било је 225 становника).

## Демографија
У насељу Црни Врх живи 58 пунолетних становника, а просечна старост становништва износи 66,8 година (66,7 код мушкараца и 66,9 код жена). У насељу има 32 домаћинстава, а просечан број чланова по домаћинству је 1,81.
Ово насеље је у потпуности насељено Србима (према попису из 2002. године), а у последња три пописа, примећен је пад у броју становника.
|  |

| Демографија | Демографија | Демографија |
| Година      | Становника  | Становника  |
| ----------- | ----------- | ----------- |
| 1948.       | 1.325       |             |
| 1953.       | 1.303       |             |
| 1961.       | 1.243       |             |
| 1971.       | 805         |             |
| 1981.       | 383         |             |
| 1991.       | 225         | 225         |
| 2002.       | 133         | 134         |
| 2011.       | 110         |             |
| 2022.       | 58          |             |

| Етнички састав према попису из 2002.‍ | Етнички састав према попису из 2002.‍ | Етнички састав према попису из 2002.‍ | Етнички састав према попису из 2002.‍ | Етнички састав према попису из 2002.‍ |
| ------------------------------------ | ------------------------------------ | ------------------------------------ | ------------------------------------ | ------------------------------------ |
|                                      |                                      |                                      |                                      |                                      |
| Срби                                 | Срби                                 |                                      | 133                                  | 100,0%                               |
| непознато                            | непознато                            |                                      | 0                                    | 0,0%                                 |

| Година пописа     | 1948. | 1953. | 1961. | 1971. | 1981. | 1991. | 2002. |
| ----------------- | ----- | ----- | ----- | ----- | ----- | ----- | ----- |
| Број домаћинстава | 245   | 240   | 248   | 180   | 124   | 90    | 58    |

| Број чланова      | 1  | 2  | 3 | 4 | 5 | 6 | 7 | 8 | 9 | 10 и више | Просек |
| ----------------- | -- | -- | - | - | - | - | - | - | - | --------- | ------ |
| Број домаћинстава | 18 | 22 | 8 | 7 | 0 | 2 | 1 | 0 | 0 | 0         | 2,29   |

| Пол    | Укупно | Неожењен/Неудата | Ожењен/Удата | Удовац/Удовица | Разведен/Разведена | Непознато |
| ------ | ------ | ---------------- | ------------ | -------------- | ------------------ | --------- |
| Мушки  | 66     | 13               | 46           | 6              | 1                  | 0         |
| Женски | 62     | 2                | 41           | 17             | 2                  | 0         |
| УКУПНО | 128    | 15               | 87           | 23             | 3                  | 0         |

| Пол    | Укупно                    | Пољопривреда, лов и шумарство | Рибарство                            | Вађење руде и камена | Прерађивачка индустрија       |
| ------ | ------------------------- | ----------------------------- | ------------------------------------ | -------------------- | ----------------------------- |
| Мушки  | 36                        | 24                            | 0                                    | 0                    | 0                             |
| Женски | 13                        | 10                            | 0                                    | 0                    | 1                             |
| УКУПНО | 49                        | 34                            | 0                                    | 0                    | 1                             |
| Пол    | Производња и снабдевање   | Грађевинарство                | Трговина                             | Хотели и ресторани   | Саобраћај, складиштење и везе |
| Мушки  | 1                         | 1                             | 6                                    | 0                    | 0                             |
| Женски | 0                         | 0                             | 2                                    | 0                    | 0                             |
| УКУПНО | 1                         | 1                             | 8                                    | 0                    | 0                             |
| Пол    | Финансијско посредовање   | Некретнине                    | Државна управа и одбрана             | Образовање           | Здравствени и социјални рад   |
| Мушки  | 0                         | 0                             | 2                                    | 0                    | 0                             |
| Женски | 0                         | 0                             | 0                                    | 0                    | 0                             |
| УКУПНО | 0                         | 0                             | 2                                    | 0                    | 0                             |
| Пол    | Остале услужне активности | Приватна домаћинства          | Екстериторијалне организације и тела | Непознато            | Непознато                     |
| Мушки  | 0                         | 0                             | 0                                    | 2                    | 2                             |
| Женски | 0                         | 0                             | 0                                    | 0                    | 0                             |
| УКУПНО | 0                         | 0                             | 0                                    | 2                    | 2                             |

## Галерија
- Шумска стаза изнад Црног врха
- Звезде и аутобус
- Звездано небо над Црним врхом
- Испаша
- Црни врх
- Црква Св. Илије